# Список почтовых и филателистических музеев мира

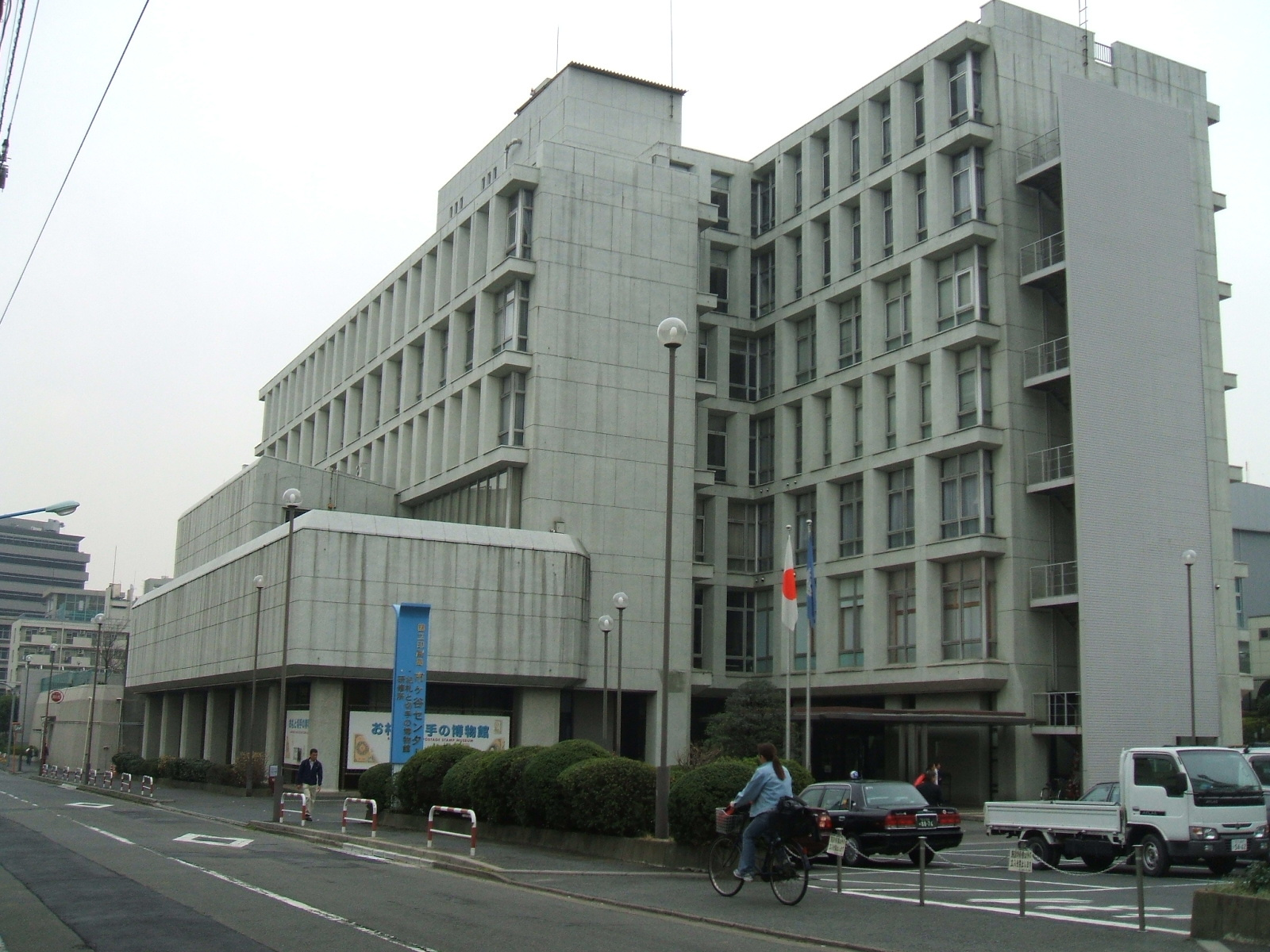
Музей банкнот и почтовых марок Японии

Список почтовых и филателистических музеев мира включает основные музейные учреждения, имеющие отношение к истории почтовой связи и филателии. Их перечень составлен по частям света и странам (в алфавитном порядке), с указанием названия почтового или филателистического музея на русском, английском или языке страны и адреса (если известен), и дополняется по мере нахождения соответствующей информации.

## Австралия и Океания

### Австралия
- Филателистическая группа при Архивном отделе Почты Австралии — Australia Post, Archives Section — Philatelic Group, P.O. Box 302, Carlton South, Victoria 3053, Australia[1].
- Музей почтового ведомства Австралии в Хобарте — Australian Post Office Museum, 47 Liverpool St., Hobart, Australia[1][2].
- Музей почтового ведомства Австралии в Мельбурне — Australian Post Office Museum, 90 Swan St., Richmond South, Melbourne, Australia[1].
- Музей главного почтамта в Брисбене — General Post Office Museum, 261/285 Queen St., Brisbane, Australia[1].
- Музей связи — Telecommunications Museum, 233 Castlereagh St., Sydney, Australia[1].

### Новая Зеландия
- Почтовый музей Новой Зеландии в Веллингтоне — Postal Museum of New Zealand, 1533 Thorndon Quay, Wellington[1].

## Азия

### Бангладеш
- Почтовый музей Бангладеш — Bangladesh Postal Museum, General Post Office, Dacca, Bangladesh[1].

### Бахрейн
- Постоянно действующая выставка почтовых марок Бахрейна и других стран мира — Postage Stamp Permanent Exhibition, Philatelic Bureau, Ministry of Transportation building 189, Road 1703, Diplomatic Area 317, Manama, Kingdom of Bahrain[3].

### Бутан
- Бутанский почтовый музей — Bhutan Postal Museum, Thimphu GPO building, Chang Lam III, Thimphu 1100, Bhutan.

### Израиль
- Музей почтовой истории и филателии при Музее «Эрец-Исраэль» (Тель-Авив, Израиль) — Alexander Museum of Postal History and Philately, Eretz Israel Museum, 2 Haim Levanon St., Ramat Aviv, Tel Aviv 69975, Israel[1][4][5].

### Индия
- Национальный филателистический музей Индии — National Philatelic Museum, New Delhi, Patel Chowk, Delhi, India[1][6][7].
- Почтовый музей в Калькутте — Postal Museum, Dalhousie Square, Calcutta, India[1][8][9].

### Индонезия
- Музей почтовых марок Индонезии — Museum Perangko Indonesia, Jl. Raya TMII, Lubang Buaya, Cipayung, Jakarta 13810, Indonesia[1][10].
- Почтовый музей Индонезии — Museum Pos Indonesia, Jl. Cilaki No. 73, Bandung — 40115, Jawa Barat, Indonesia[1][11].

### Китай
- Китайский национальный почтовый и филателистический музей — China National Postal and Stamp Museum, No. 6 Gongyuanxi Street, Dongcheng District, Beijing 100005, China[12][13].
- Шанхайский почтовый музей — Shanghai Postal Museum, 250 North Suzhou Road, Houkou District, Shanghai, China[14].

### Объединённые Арабские Эмираты
- Почтовый музей Объединённых Арабских Эмиратов — Postal Museum of the United Arab Emirates, Abu Dhabi, UAE[15].

### Пакистан
- Почтовый музей Пакистана — Pakistan Postal Museum, General Post Office, Karachi, Pakistan[1][16].
- Филателистический музей в Фейсалабаде — Siddiqui Philatelic Museum, Faisalabad Philatelic Association, 22-J-Z Madina Town, Faisalabad, Pakistan[17].

### Саудовская Аравия
- Почтовый музей в Эр-Рияде (Саудовская Аравия) — Postal Museum, Riyadh, Saudi Arabia[18].

### Сингапур
- Сингапурский филателистический музей — Singapore Philatelic Museum, 23 B Coleman Street, Singapore 179807, Republic of Singapore[19].

### Таиланд
- Филателистический музей Таиланда (при почтовом отделении Самсен Най) — Thai Philatelic Museum, Bureau de Posts Sam Sen Nai, Phahonyothin Road, Bangkok, Thailand[1][20][21].
- Почтовый музей в Чиангмае — Postal Museum, Mae Ping Post Office, Praisani Road, Chiang Mai, Thailand[22].

### Тайвань
- Почтовый музей Тайваня (занимает два здания) — англ. Chunghwa Postal Museum; Jinshan Building, No. 55, Sec. 2, Jinshan S. Rd., Da-an District, Taipei City 10603, Taiwan (R. O. C.); Aiguo Building, No. 216, Aiguo E. Rd., Da-an District, Taipei City 10603, Taiwan (R. O. C.)[1][23].

### Турция
- Музей почты, телефона и телеграфа в Анкаре (Турция) — Posts, Telephone and Telegraph Museum, Şehit Teğmen Kalmaz Cad. No:2 06101 Ulus, Ankara, Turkey[1][24][25].

### Шри-Ланка
- Национальный почтовый музей Шри-Ланки — National Postal Museum, Postal Headquaters, No. 310, D. R. Wijewardena Mawatha, Colombo 00010, Sri Lanka[26].

### Южная Корея
- Почтовый музей Кореи — Postal Museum, Cheonan, Chungcheongnam-do, Republic of Korea[27].
- Музей связи Кореи — Korea Telecom Museum, 100 Sejongno, Jongno-gu, Seoul, 110777, Republic of Korea[1][28].
- Корейский филателистический музей — Korea Stamp World, B2, Post Tower 1, Banporo (21, Chungmuro 1- ga), Jung-gu, Seoul, Republic of Korea[29][30].

### Япония
- Музей связи Японии (включая почтовый музей) — Tei-Park Postal Museum, Communications Museum of Japan, 2-3-1 Otemachi, Chiyoda-ku, Tokyo, Japan[1][31].
- Филателистический музей Токио — Philatelic Museum, Foundation, Mejiro 1-4-23, Toshima-ku, Tokyo, 171-0031, Japan[32][33].
- Музей банкнот и почтовых марок — Banknote and Postage Stamp Museum, 9-5, Ichigaya Honmura-cho, Shinjuku-ku, Tokyo, 162-0845, Japan[34].
- Музей филателистической культуры[яп.] — The Philatelic Culture Museum, Arima-cho Kita-ku, Kobe, 651—1401 663-3, Japan[35].
- Центр почтовой информации Окинавы (бывший Музей связи Окинавы) — Postal Information Center Okinawa (formerly Okinawa Communications Museum), Okinawa Naha Bureau and the Central Post, 2F 3-3-8 Tsubokawa, Naha, Okinawa, Japan[36].

## Америка

### Аргентина
- Почтово-телеграфный музей имени д-ра Рамона Каркано (с филателистическим отделом) в Буэнос-Айресе (Аргентина) — Museo Postal y Telegráfico Dr. Ramón J. Cárcano (y Seccion Filatelica), Calle Sarmiento 151, Planta Baja, Buenos Aires, Argentina[1][37][38].

### Бразилия
- Национальный почтовый музей (Бразилии) — Museu Nacional dos Correios, SCS — Setor Comercial Sul, Qd. 4, Bl. A, nº 256, Ed. Apolo — Asa Sul — Brasília — DF, Brazil[1][39].

### Гайана
- Филателистический музей — The Philatelic Museum, Robb and Savage Streets, Robbstown, Georgetown, Guyana[40].

### Канада
- Канадский почтовый музей — Canadian Postal Museum, Canadian Museum of Civilization Corporation, 100 Laurier Street, Gatineau, Quebec, K1A 0M8, Canada[1][41].
- Почтовые архивы Канады и Филателистическая библиотека в Библиотеке и Архиве Канады — The Canadian Postal Archives[42] & Philatelic Library[43], Library and Archives Canada, 395 Wellington Street, Ottawa, Ontario K1A 0N4, Canada[1][44].
- Музей Оквилла (включая здание старого почтового отделения) — Old Post Office, Oakville Museum, 8 Navy Street, Oakville, Ontario, L6J 2Y5, Canada[1][45].

### Колумбия
- Почтовый музей Колумбии — Museo Postal, Carrera 7 y 8 entre calles 12A y 13, Edificio Murillo Toro piso 2, Bogotá D.C., Colombia[1][46].

### Коста-Рика
- Почтово-телеграфный и филателистический музей Коста-Рики — Museo Postal, Telegráfico y Filatélico de Costa Rica, Calle 17, Avenidas Central y Segunda, Cuesta de Moras, Costado Este Plaza de la Democracia, San José, Costa Rica[47].

### Куба
- Почтовый музей Кубы[исп.] — Museo Postal de Cuba, Avenida Independencia y 19 de Mayo, Plaza de la Revolución, Habana, Cuba[1][48].

### Мексика
- Музей филателии Оахаки — Museo de Filatelia de Oaxaca, Reforma No. 504, Col. Centro, CP 68000, Oaxaca de Juárez, Oaxaca, Mexico[1][49].

### Перу
- Музей почты и филателии Перу — Museo Postal y Filatélico del Perú, Jr. Conde de Superunda Nº 170 — Lima 01, Perú[1][50].

### США
- Национальный почтовый музей (при Смитсоновском институте) — National Postal Museum, 2 Massachusetts Ave., N. E., Washington, DC 20013-5039, USA[1].
- Почтовый музей Флориды — Florida Postal Museum, 300 South Volusia Avenue, U.S. Highway 17 — 92, Orange City, FL 32763, USA[51].
- Почтовый музей США в Маршалле, штат Мичиган — US Postal Museum, 202 East Michigan Ave., Marshall, MI, USA[52].
- Музей истории почты в Дельфосе, штат Огайо — Delphos Museum of Postal History, 339 N. Main Street, P.O. Box 174, Delphos, OH 45833-0174, USA[53].
- Национальный филателистический музей в Филадельфии (1948—1959) — National Philatelic Museum, at Broad and Diamond Streets, Philadelphia, PA, USA[54][55].
- Музей почтовых марок и истории почты имени Спеллмана — Spellman Museum of Stamps & Postal History, 235 Wellesley Street, Regis College, Weston, MA 02493, USA[1][56].
- Центр почтовых марок имени Леона Майерса — Leon Myers Stamp Center, P.O. Box 1, Boys Town, NE 68010, USA[57].
- Музей почтовой карточки в Ньюпорте — Newport Postcard Museum, 152 Spring Street, Newport, RI 02840-6806, USA[58][59].
- Другие почтовые и филателистические музеи[60].

### Чили
- Почтово-телеграфный музей Чили — Museo Postal y Telegráfico, Plaza de Armas s/n, Santiago, Chile[1][61].

## Африка

### Габон
- Музей почты и телекоммуникаций Республики Габон — Musée des Poste et Télécommunications de la République Gabonaise, Direction des Postes, Libreville, Gabon[1].

### Египет
- Почтовый музей Египта в Каире — The Post Museum, al Mathaf al Bareed, Midan al Ataba, al Kihira, Egypt[1][62].

### Камерун
- Музей почты и телекоммуникаций Республики Камерун — Musée des Poste et Télécommunications de la République du Cameroun, Direction des Postes, Yaoundé, Cameroon[1].

### Маврикий
- Музей Голубого Маврикия (Маврикий) — Blue Penny Museum, Caudan Waterfront, Port Louis, Mauritius[63].

### Марокко
- Почтовый музей Марокко в Рабате — The Postal Museum, Ministry of P & T, Rabat, Morocco[64][65][66].

### Тунис
- Национальный музей почты, телефона и телеграфа Туниса — Musée National des Poste, Téléphone et Télégraphe (PTT), 29 rue Essadikia, Tunis, Tunisia[1].

### Эфиопия
- Национальный почтовый музей Эфиопии[67] (также Музей почты и почтовых марок) — Ethiopian National Postal Museum, General Post Office, Churchill Road, Addis Ababa, Ethiopia[67].

### ЮАР
- Музей связи ЮАР в Претории — Communications Museum, P. O. Box 1522, Pretoria 0001, Republic of South Africa[1].

## Европа

### Албания
- Почтовый музей Албанского почтового предприятия — The Albanian Mail Enterprises Postal Museum, Reshit Çollaku Street, Tirana, Albania[1].
- Музей почтовых марок Албании (с 2003) — Muzeu i Pullës Shqiptare, Rruga «Reshit Çollaku», Tirana, Albania[68].

### Андорра
- Почтовый музей Андорры — Servei de Museus i Monuments, Centre de Recerca i Conservació, Patrimoni Cultural d’Andorra, Cra de Bixessarri, Aixovall, Andorra[1][69].
- Почтовый (филателистический) музей в Андорре-ла-Велья — Museo Postal, Casa de la Vall, Andorra la Vella, Andorra[70].

### Австрия
- Музей Австрийской почтово-сберегательной службы — Museum des Österreichischen Postsparkassenamtes, Georg-Coch-Platz 2, Vienna, Austria[1].
- Австрийский почтово-телеграфный музей (расформирован и влился в экспозиции Политехнического музея) — Österreichisches Post- und Telegraphenmuseum, Mariahilfer Straße 212, Vienna, Austria[1].

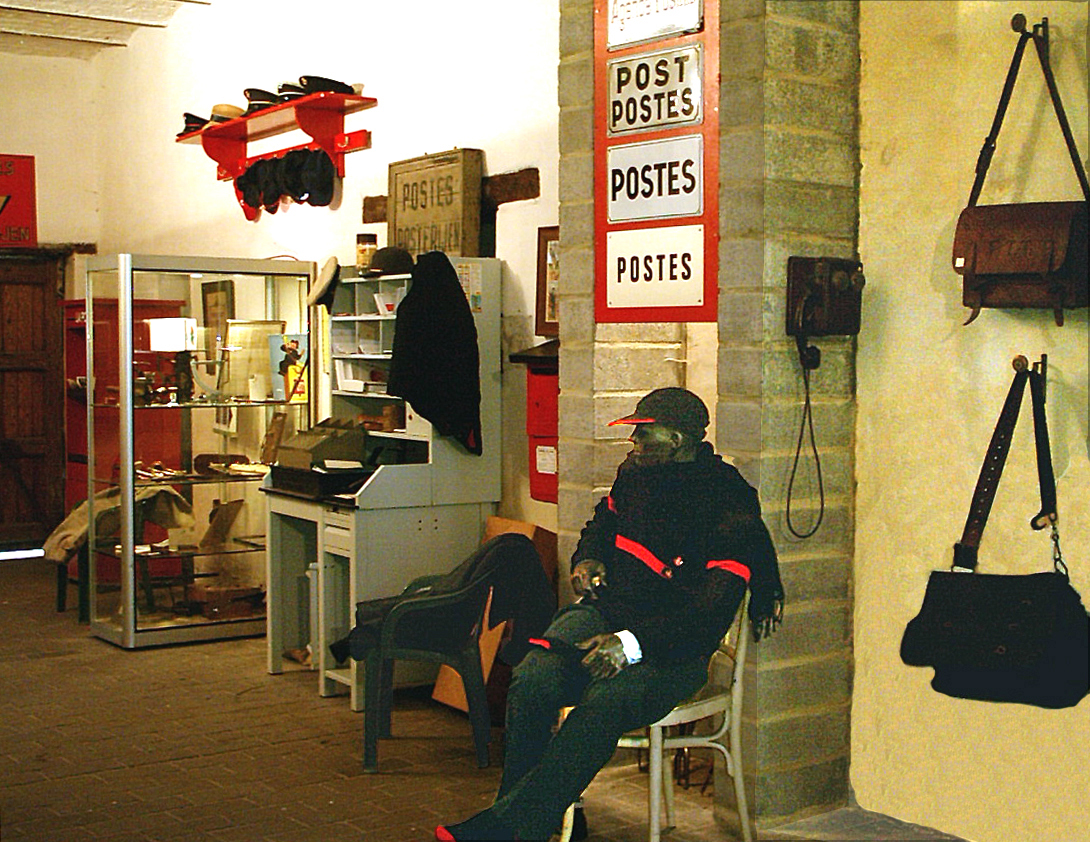
Музей почты до востребования в провинции Льеж (Бельгия)

### Бельгия
- Почтовый музей Бельгии (1928—2003) — Musée des Postes, Place du Grand Sablon, 5, B-1000 Bruxelles, Belgium[1].
- Музей почты до востребования — Musée Postes restantes, Rue Gerée 10, B-4480 Hermalle-sous-Huy, Belgium[71].

### Болгария
- Музей связи Болгарии — Музей на съобщенията, София, ул. «Гурко» № 6, България[1][72].

### Ватикан
- Почтовый музей в Ватикане — Museo Postale, Città del Vaticano[1].
- Филателистический и нумизматический музей (с 2007) — Museo Filatelico e Numismatico, Musei Vaticani, Città del Vaticano[73][74][75].

### Великобритания

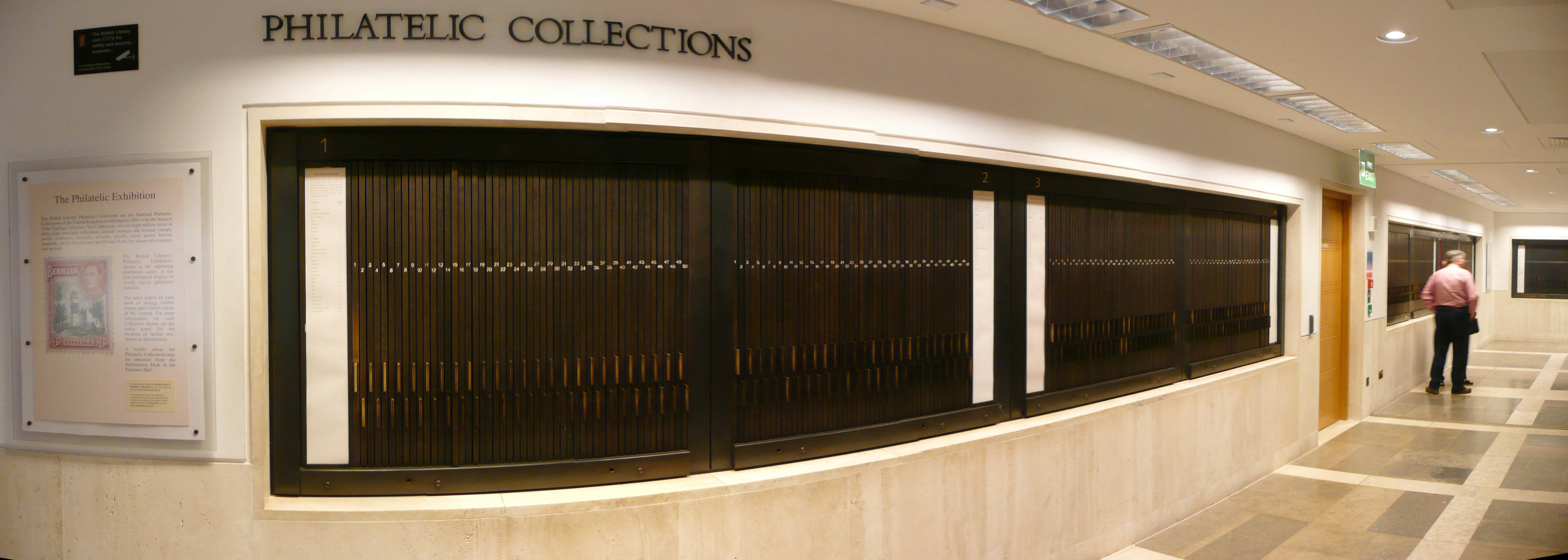
Филателистические коллекции Британской библиотеки в Лондоне

- Почтовый музей Бата (Великобритания) — Bath Postal Museum, 27 Northgate Street, Bath, BA1 1AJ, UK[1][76].
- Британский почтовый музей и архив — The British Postal Museum & Archive, Freeling House, Phoenix Place, London WC1X 0DL, UK[1][77].
- Филателистические коллекции Британской библиотеки — Philatelic Collections, The British Library, 96 Euston Road, London NW1 2DB, UK[1][78].
- Архивы и центр записей Почтового ведомства — Post Office Archives and Records Centre, Mount Pleasant House, London, EC1A 1BB, UK[1][79].
- Почтовый музей Колн-Вэлли — Colne Valley Postal Museum, The Laurels, 109 Head Street, Halstead, Essex, CO9 2AZ, UK[80].
- Музей почтовых ящиков Инкпена — Inkpen Post Box Museum, Thurlbear, Somerset, UK[81].
- Почтовый музей острова Уайт — Isle of Wight Postal Museum, Last Post, 408 Fairlee Road, Newport, Isle of Wight, PO30 2JX, UK[82].

### Венгрия
- Почтовый музей Венгрии в Будапеште — Postamúzeum, 1061 Budapest, Andrássy út 3., Hungary[1][83].
  - Музей почтовых марок — Bélyegmúzeum, 1074 Budapest, Hársfa u. 47, Hungary[1][84].
  - Другие филиалы будапештского почтового музея — см. статью Postamúzeum[85].

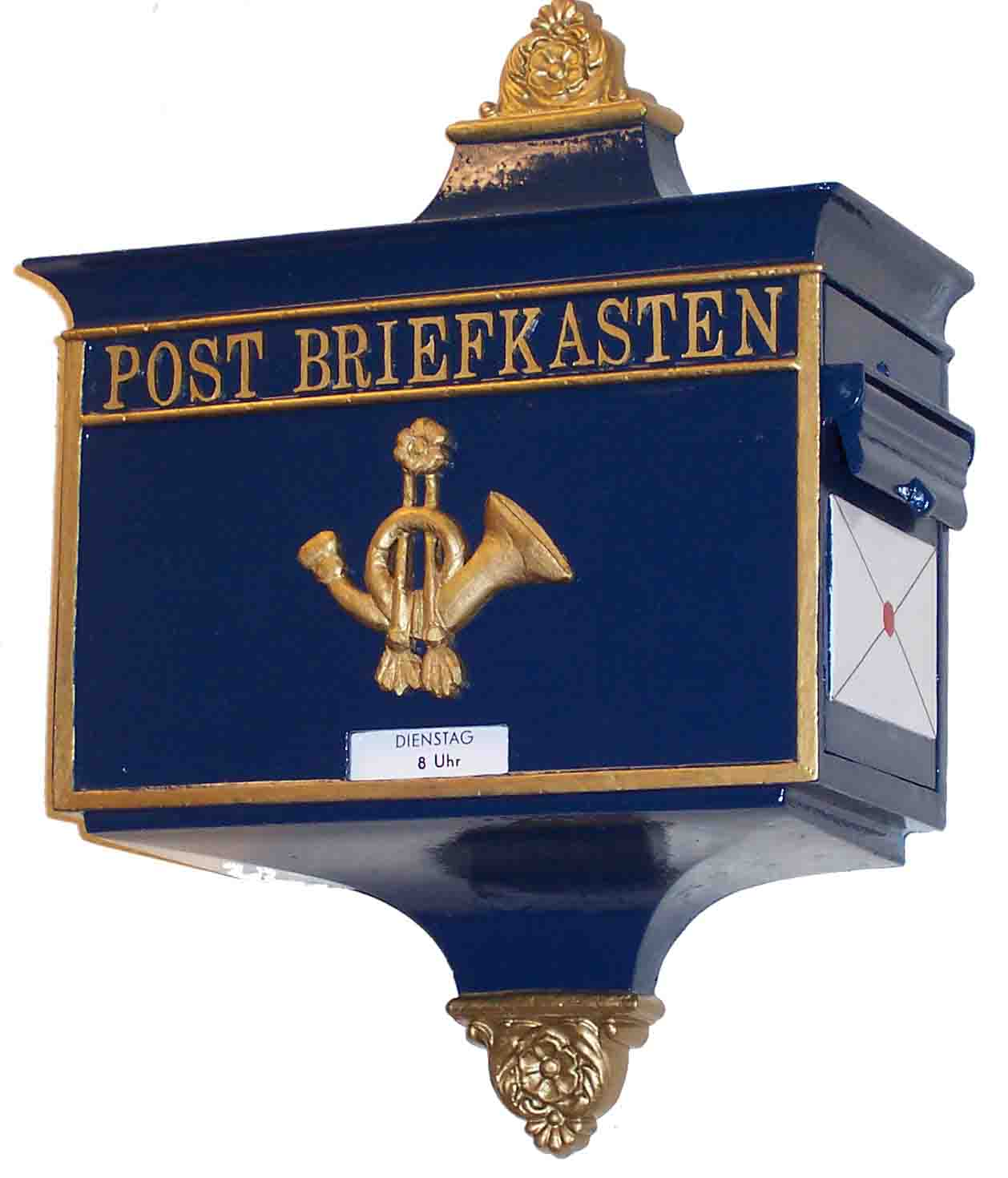
Почтовый ящик в Почтовом музее Рейнгессена (Германия)

### Германия
- Эндаумент музеев почты и телекоммуникаций[нем.] Германии — Museumsstiftung Post und Telekommunikation, 10117 Berlin, Germany[86].
  - Музей связи в Берлине — Museum für Kommunikation Berlin, Leipziger Straße 16, 10117 Berlin-Mitte, Germany[1][87][88][89].
  - Музей связи во Франкфурте-на-Майне — Museum für Kommunikation Frankfurt, Schaumainkai 53 (Museumsufer), 60596 Frankfurt, Germany[1][90].
  - Музей связи в Нюрнберге — Museum für Kommunikation Nürnberg, Lessingstraße 6, 90443 Nürnberg, Germany[91].
  - Музей связи в Гамбурге (1966−2009) — Museum für Kommunikation Hamburg, Gorch-Fock-Wall 1, 20354 Hamburg, Germany[1].
  - Архив филателии — Archiv für Philatelie, Robert-Schuman-Platz 3, D-53175 Bonn, Germany[92].
- Библиотека и центральный архив при дворе князей Турн-и-Таксис — Fürst Thurn und Taxis Hofbibliothek und Zentralarchiv, Emmeramsplatz 5, 93047 Regensburg, Germany[1][93].
- Почтовый музей Рейнхессена — Postmuseum Rheinhessen, Hauptstraße 30, 55234 Erbes-Büdesheim, Germany[94].

### Греция
- Почтовый и филателистический музей Греции — Postal & Philatelic Museum of Greece, 5 Stadiou Square & Fokianou Street, 116 35 Αthens, Greece[1][95].

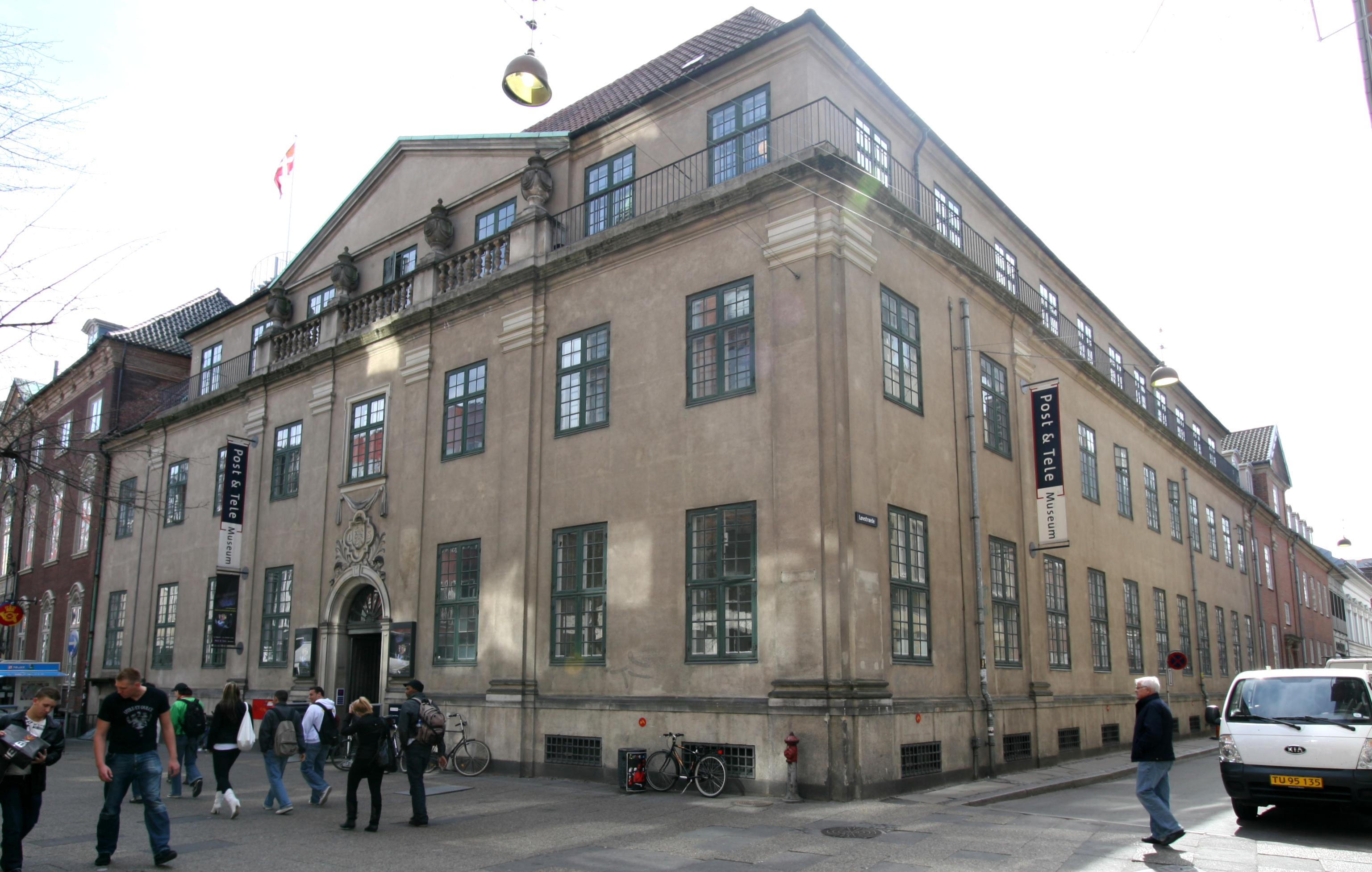
Музей почты и телекоммуникаций в Копенгагене (Дания)

### Дания
- Музей почты и телекоммуникаций[англ.] в Копенгагене (Дания) — Post & Tele Museum, Købmagergade 37, 1150 København K, Denmark[1][96].
- Музей истории почты и телеграфа в Орхусе — De Post- og Telegrafhistoriske Samlinger i Aarhus, Kannikegade 16, st. th., DK-8000 Århus C, Denmark[97].

### Ирландия
- Почтовый музей в Дублине (Ирландия) — Postal Museum, General Post Office, O’Connell Street, Dublin 1, Ireland[1][98].

### Испания
- Почтово-телеграфный музей в Мадриде (Испания) — Museo Postal y Telegráfico, Calle Tapia de Casariego, 6, 28023 Aravaca, Madrid, Spain[1][99].
- Почтово-филателистический музей в Барселоне — Museo Postal y Filatelico, Palau de la Virreina, La Rambla, 99, 08002 Barcelona, Spain[1][100].

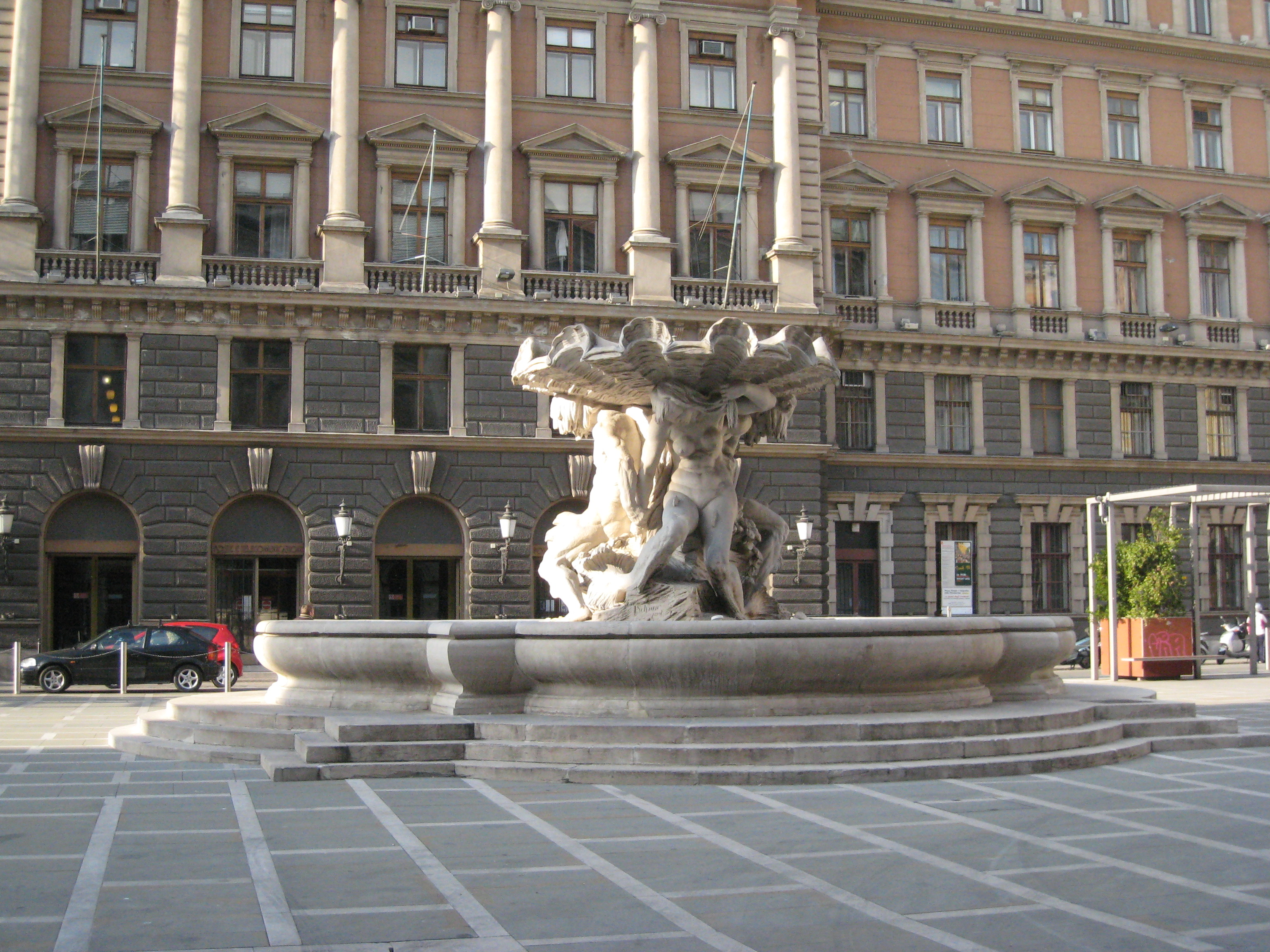
Здание Почтово-телеграфного музея Центральной Европы в Триесте (Италия)

### Италия
- Музей почты и телекоммуникаций Италии — Museo storico delle Poste e delle Telecomunicazioni, Viale Europa 160, 00144 Roma EUR, Italy[1][101].
- Почтово-телеграфный музей Центральной Европы — Museo Postale e Telegrafico della Mitteleuropa, Palazzo delle Poste Italiane, Piazza Vittorio Veneto, 1, 34100 — Trieste, Italy[102].
- Международный музей почтовых изображений — Museo internazionale dell’immagine postale, Via Vannini 3, 60030, Belvedere Ostrense, Italy[103].
- Музей филографии[104] и связи имени Болаффи — Museo Bolaffi della Filografia e Comunicazione, Bolaffi S. P. A., Via Camillo Benso Conte di Cavour, 17, 10123 Torino, Italy[105].

### Кипр
- Филателистический центр и почтовый музей Кипра — Philatelic Center and Postal Museum, Agiou Savva 3b Street, Nicosia, CY-1015, Cyprus[1][106][107].

### Лихтенштейн
- Почтовый музей Княжества Лихтенштейн — Postmuseum des Fuerstentum Liechtenstein, Englander Bau, FL-9490 Vaduz[1][108].

### Люксембург
- Музей почты и телекоммуникаций Люксембурга[нем.] — PostMusée, Office des Timbres / Musée des P&T, 4, rue d’Epernay, L-2992 Luxembourg[1][109].

### Монако
- Музей почтовых марок и монет Монако — фр. Musée des Timbres et des Monnaies de Monaco, 11 Terrasse de Fontvieille, 98000 Monaco[1].

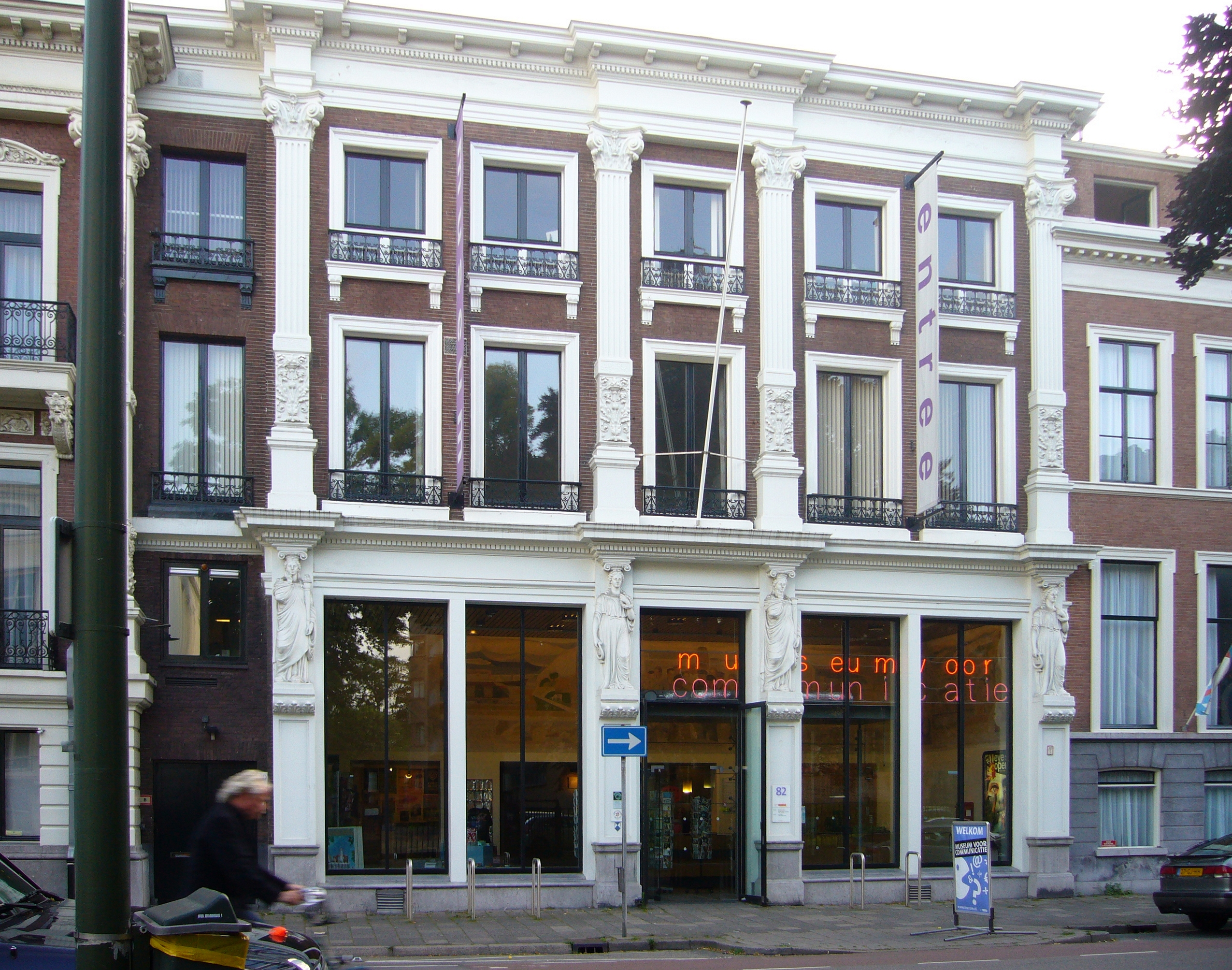
Музей связи (Гаага) в Гааге

### Нидерланды
- Музей связи Нидерландов[нидерл.] — Museum voor Communicatie, Zeestraat 80-82, NL- 2518 AD Den Haag, The Netherlands[1][110].

### Норвегия
- Норвежский почтовый музей в Лиллехаммере — Postmuseet, Maihaugen Museum, Maihaugvegen 1, 2609 Lillehammer, Norway[111] (ранее располагался в Осло: Postmuseet Norge, Dronningensgt 15, Oslo, Norway[1]).

### Польша
- Музей почты и телекоммуникаций во Вроцлаве (Польша) — Muzeum Poczty i Telekomunikacji, ul. Z. Krasiskiego 1, Wroclaw, Poland[1][112].

### Португалия
- Музей связи в Лиссабоне (Португалия) — Museu das Comunicações, Rua do Instituto Industrial, 16, 1200—225 Lisboa, Portugal[1][113].

### Россия
- Центральный музей связи имени А. С. Попова — Почтамтская улица, 7, Санкт-Петербург, Россия[1].
- Музей почтовой связи и Московского почтамта — Мясницкая ул., 26, Москва, Россия.
- Музей связи Тверской области — Новоторжская ул., 24, Тверь, Россия.
- Музей ямщика — Гаврилов-Ям, Ярославская область, Россия[114].
- Дом станционного смотрителя — Большой пр., 32а, д. Выра, Гатчинский р-н, Ленинградская обл., Россия.
- Другие почтовые музеи[115][116].

### Румыния
- Национальный филателистический музей Румынии — Muzeul National Filatelic, Calea Victoriei, nr. 12, sector 3, Bucuresti, Romania[1][117].

### Сан-Марино
- Почтовый музей Сан-Марино в Борго-Маджоре — Museo Postal de San Marino, Borgo Maggiore, San Marino[1].

### Сербия
- Музей почты, телефона и телеграфа Сербии в Белграде — PTT muzej, Majke Jevrosime 13, Beograd, Serbia[1][118].

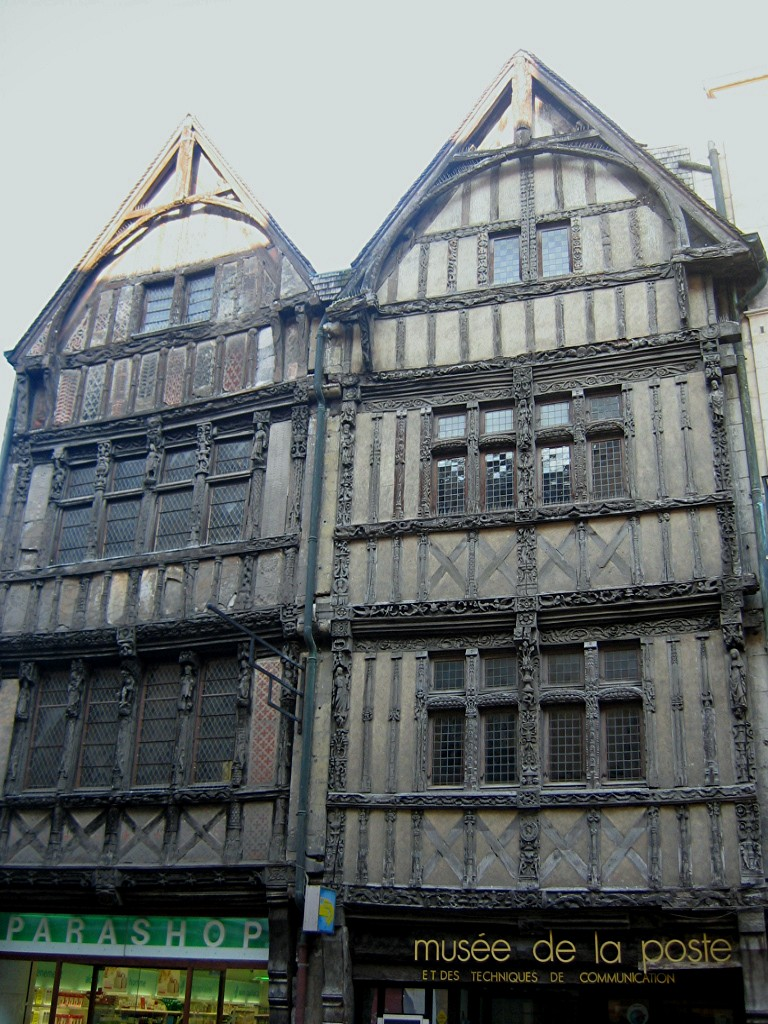
Музей почты и телекоммуникаций в Кане (Франция)

### Украина
- Музей почты в Киеве — Музей пошти, вул. Хрещатик, 22, Київ, Україна[119][120].
- Музей почты во Львове — Музей пошти, площа Ринок, 2, Львів, Україна[121].
- Музей «Нежинская почтовая станция» — Музей «Ніжинська поштова станція», вул. Поштова, 5, Ніжін, Чернігівська область, Україна.

### Финляндия
- Почтовый музей Финляндии в Хельсинки — Postimuseo, Helsingin pääpostitalo, Asema-aukio 5 H, Helsinki, 00100, Finland[1][122].

### Франция
- Музей почты в Париже (Франция) — L’Adresse Musée de La Poste, 34 Boulevard de Vaugirard, 75731 Paris CEDEX 15, France[1][123].
- Музей почты и телекоммуникаций в Кане — Musée de la Poste et des Télécommunications, 52, rue Saint Pierre, 14000 Caen, France[124].
- Музей связи в Эльзасе — Musée de la Communication en Alsace, Château, F 68340, Riquewihr, France[125].

### Хорватия
- Музей почты и телекоммуникаций Хорватии — HT muzej (Hrvatski Telekom muzej), Jurišićeva 13, 10000 Zagreb, Croatia[1][126].

### Чехия
- Почтовый музей Чехии — Poštovní muzeum, Česká pošta, s.p., Nové mlýny 2, CZ — 110 00 Praha 1, Česká republika[1][127].

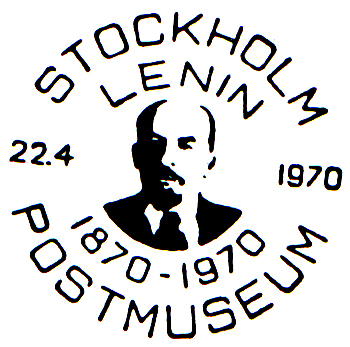
Специальное гашение Почтового музея Стокгольма, применявшееся во время филателистической выставки в честь 100-летия со дня рождения В. И. Ленина в 1970 году

### Швеция
- Почтовый музей Стокгольма (Швеция) — Postmuseum, Lilla Nygatan 6, 103 11 Stockholm, Sweden[1][128].

### Швейцария
- Музей связи Берна (Швейцария) — Museum für Kommunikation, Helvetiastrasse 16, Postfach, CH-3000 Bern 6, Switzerland[1][129][130].
- Филателистический музей ООН в Женеве — Musée philathélique des Nations Unies, Administration postale des Nations Unies

Palais des Nations, avenue de la Paix (porte 39), CH-1211 Genève, Switzerland.
- Филателистический и нумизматический отделы в Олимпийском музее — Philatelic and numismatic areas, Olympic Museum, 1, Quai d’Ouchy, 1006 Lausanne, Switzerland[133].

## Интересные факты
Среди многих ценных экспонатов Британского почтового музея и архива имеется приобретённый Музеем альбом с марками, принадлежавший Фредди Меркьюри, который был известен своим увлечением филателией.